# مسیح حدپور سراج
مسیح حدپور سراج صدابردار ایرانی است. او برای فیلم موقعیت مهدی توانست سیمرغ بلورین بهترین صدابرداری چهلمین دوره جشنواره فیلم فجر را بدست آورد.

## فیلمشناسی
| سال  | اثر                                           | مسئولیت  |
| ---- | --------------------------------------------- | -------- |
| ۱۴۰۰ | موقعیت مهدی                                   | صدابردار |
| ۱۳۹۴ | برادرم خسرو                                   | صدابردار |
| ۱۳۹۱ | اشیا از آنچه در آینه می‌بینید به شما نزدیکترند | صدابردار |

## جوایز
| سال  | جشنواره                 | بخش              | اثر         | نتیجه | جایزه        | منبع  |
| ---- | ----------------------- | ---------------- | ----------- | ----- | ------------ | ----- |
| ۱۴۰۰ | چهلمین جشنواره فیلم فجر | بهترین صدابرداری | موقعیت مهدی | برنده | سیمرغ بلورین | [ ۲ ] |